# エムナマエ
エム ナマエ（本名：生江 雅則（なまえ まさのり）、男性、1948年9月1日 - 2019年3月6日）は、日本の画家、児童文学作家。

## 来歴・人物
東京都新宿区信濃町生まれ。1961年：千代田区立永田町小学校（現・千代田区立麹町小学校）卒業、千代田区立麹町中学校入学。1964年：慶應義塾志木高等学校入学。1967年：慶應義塾大学法学部入学。
1969年
初の個展『空』を開催。
1970年
イラストレーターとしてデビュー。当時のレギュラー雑誌は『女学生の友』、『中学二年コース』など。
1971年
慶應義塾大学文学部図書館情報学科教授を務める渡辺茂男の講義を受け専門的な絵本学習を行う。
1973年
初の児童向け単行本『みつや君のマークX』を渡辺茂男と共著で出版。イラストレーターに専念するため大学を中退。
1974年
絵本作家太田大八の勧めで絵本作家集団『童美連』に入会。初の絵本『ざっくり ぶうぶう がたがた ごろろ』大型絵本『機関車』など絵本作家としての活動を開始。この後、絵本作家として失明までに約60冊の児童図書を手がける。
1983年
視力と体調の低下のため受診すると糖尿病と診断され、将来の失明を宣告される。
1986年
完全に失明。文筆家に転じ、初の長編童話『宇宙からきたネコ博士』の執筆を開始。
1988年
初の長編童話『UFOリンゴと宇宙ネコ』（『宇宙からきたネコ博士』から改題）を出版。
1989年
『UFOリンゴと宇宙ネコ』で第18回児童文芸新人賞を受賞。
1990年
イラストレーターとしての活動を再開。なお、制作の手法は本人が公式サイトで詳述している。第2回障害者アートバンク大賞を受賞。童話『ナクーラ伝説の森』を出版。
1991年
失明後初の詩画集『夢の翼をはばたいて』を出版。
1992年
「サンリオ美術賞」を受賞。
1998年
ニューヨークで個展を開催。アメリカの子供服メーカー、カーターズ社に社外アーティストとして採用される。
2000年
月刊誌『さかえ』に『失明地平線』連載開始。ジョン・レノン・ミュージアムでジョン・レノンの追悼公式コンサート（現在の「Dream Power ジョン・レノン スーパー・ライヴ」の原形）に出演する。
2001年
個展開催。絵本『幼い瞳のふるさとカメラ』を出版。慶應義塾連合三田会のチケットおよびプログラムの美術を担当。再びジョン・レノン・ミュージアムでの公式追悼コンサートに出演。歌手おおたか静流の朗読コンサートにミュージカル童話『ミズムシの歌』執筆。樹原涼子と『野に咲く花』を発表。
2002年
単行本『失明地平線』絵本『道~road~』画集『夢の力』を出版。長谷川きよしCDジャケットの美術を担当。個展『夢の力』を開催。
2003年
日本児童文芸家協会賞特別賞を受賞。
2004年
NHKのラジオ番組『ラジオ深夜便』の15周年記念マスコット「ゆめぞう君」をデザイン。
2019年
3月6日、心不全により東京都目黒区の病院で死去。70歳没。
9月～10月、没後初の個展『エムナマエ追悼展　～夢の力～』を長野県北佐久郡軽井沢町の軽井沢タリアセンにて開催。
2020年
3月、没後1年を迎え、友人たちによる個展『―あなたの時間をありがとう―』を千代田区神田神保町の檜画廊にて開催。

## 主な著作

### 挿絵
- 『ざっくり　ぶうぶう　がたがた　ごろん』（文：かんべじゅんきち、偕成社、1977年）
- 『なんでもでんわ』（文：ふなざきよしひこ、旺文社、1977年）
- 『たぬき先生大じっけん』（文：寺村輝夫、旺文社、1978年）
- 『ピンチ・ピンチ・ピンチ』（文：坂本伊都子、PHP研究所、1978年）
- 『おしゃべりランドセル』（文：手嶋悠介、太平出版社、1979年）
- 『タヌ子先生と4人の名探偵』（文：しかたしん、ポプラ社、1979年）
- 『ネズミのたたかい―アメリカの昔話』（訳：亀井俊介、小学館、1979年）
- 『ぼくたちあいこ』（文：黒木まさお、太平出版社、1980年）
- 『たぬき先生だいぼうけん』（文：寺村輝夫、旺文社、1980年）
- 『はしれおんぼろきかんしゃ』（文：鶴見正夫、PHP研究所、1981年）
- 『オットはかせのおばけやさん』（文：寺村輝夫、金の星社、1981年）
- 『オットはかせのおふろやさん』（文：寺村輝夫、金の星社、1981年）
- 『大きくなれ竜太』（文：平方浩介、学校図書、1982年）
- 『名たんていピンチ博士』（文：寺村輝夫、学校図書、1982年）
- 『寺村輝夫童話全集』（文：寺村輝夫、ポプラ社、1982年）
  - 13 ゆかいなおじさん
  - 17 子どもの時間
- 『ピンチ博士の大ぼうけん』（文：寺村輝夫、ポプラ社、1983年）
- 『ピンチ博士　アフリカへとぶ』（文：寺村輝夫、ポプラ社、1984年）
- 『しょうぼうじどうしゃドコデモくん』ポプラ社、1984年）
- 『みつやくんのマークX』（文：渡部茂男、あかね書房、1984年）
- 『まほうのけしごむ』（文：岡信子、佼成出版社、1985年）
- 『ねずみのよねいり』（文：福島のり子、教育画劇、1986年）
- 『ポテトサラダのすきな王さま』（文：名倉有子、教育画劇、1988年）
- 『二人三脚プラスワン―僕らはいつもファンタジー』（文・絵：エムナマエ、佼成出版社、1996年）
- 『あしたのねこ』（文：きむらゆういち、金の星社、2006年）
- 『ありがとう』（文：絵門ゆう子、PHP研究所、2006年）
- 『まちがしあわせになったよる』（文・絵：エムナマエ、毎日新聞社、2007年）

### その他
- 『UFOリンゴと宇宙ネコ』（絵：ヒサクニヒコ、あかね書房、1988年）
  - 2002年に『宇宙からきたネコ博士』と改題、愛育社から再刊
- 『ナクーラ伝説の森』（絵：太田大八、教育画劇、1990年）
- 『いつか誰でも』（愛育社、2002年）
- 『失明地平線』（祥伝社、2002年）
- 『とんでけホルモ』（小学館、2004年）
- 『エンジェルピッグのおはなし まちがしあわせになったよる』（毎日新聞社、2007年）